# نيك أوكوري
نيك أوكوري (بالإنجليزية: Nick Okorie)‏ مواليد 22 يوليو 1988 في منيابولس، هو لاعب كرة سلة أمريكي. بدأ مسيرته الاحترافية في سنة 2010. يلعب مع نياغرا ريفر ليونز في دوري كندا الوطني لكرة السلة كلاعب هجوم خلفي. يحمل الرقم 2. يبلغ طوله 6 قدم 1 بوصة (1.9 م).

## المسيرة الاحترافية
لعب مع آيلاند ستورم في سنة 2014، ثم لعب مع لندن لايتنينج في سنة 2015، ثم لعب مع آيلاند ستورم في سنة 2016، ثم لعب مع نياغرا ريفر ليونز في سنة 2017.

## روابط خارجية
- نيك أوكوري على موقع كرة السلة الأوروبية.كوم (الإنجليزية)
- نيك أوكوري على موقع كلية كرة السلة في سبورتس رفرنس.كوم (الإنجليزية)
- نيك أوكوري على موقع ريلجم (الإنجليزية)
- نيك أوكوري على موقع بروبوليرز (الإنجليزية)